# Buttons
"Buttons" (em português:  Botões) é uma canção gravada pelo girl group americano The Pussycat Dolls para seu primeiro álbum de estúdio, PCD (2005). Foi escrita por Sean Garrett, Jamal Jones, Jason Perry e Nicole Scherzinger e produzido pelos dois primeiros juntamente com Ron Fair, Tal Herzberg e Young Smoke. Ela foi remixada com vocais adicionais do rapper americano Snoop Dogg e foi lançada como download digital em 14 de março de 2006 como quarto single do álbum. "Buttons" contém elementos de músicas do Oriente Médio, enquanto a letra da canção fala de uma mulher com desejo de ser despida.
Os críticos foram divididos em "Buttons", com alguns elogiando a produção da música; no entanto, outros criticaram por ter seguido a mesma fórmula dos singles anteriores do grupo. A música alcançou o top-5 em países como Austrália, Alemanha e Reino Unido. A canção alcançou o número um na Áustria e na Nova Zelândia, onde se tornou o quarto single número um consecutivo na parada. Atingindo o número três na Billboard Hot 100 e vendeu mais de dois milhões de cópias nos Estados Unidos, fazendo das Pussycat Dolls o primeiro grupo feminino na história digital a ter três singles ultrapassando a marca de dois milhões em vendas digitais.
O videoclipe, dirigido por Francis Lawrence, mostra as Pussycat Dolls em várias coreografias de dança. Outras cenas incluem Scherzinger sozinha cantando os versos. Desde o seu lançamento, "Buttons" tornou-se um marco nas performances ao vivo de Scherzinger. Fazia parte dos set lists das duas únicas turnês do grupo, PCD World Tour (2006–07), Doll Domination Tour (2009) e o Killer Love Tour (2012) de Scherzinger. Foi indicado a dois prêmios no MTV Video Music Awards de 2006 de Melhor Vídeo Dance e Melhor Coreografia; ganhando o primeiro prêmio.

## Composição
"Buttons" foi escrito por Sean Garrett, Jamal Jones, Jason Perry e Nicole Scherzinger e produzido pelos dois primeiros ao lado de Ron Fair, Tal Herzberg e Young Smoke. Garrett escreveu a canção em um curto espaço de tempo, com Nicole Scherzinger em mente dizendo: "[ela] é muito sexy, então o conceito de soltar seus botões, todo cara iria querer isso e as mulheres não teriam problema com os caras afrouxando seus botões." A produção vocal de "Buttons" foi completada por Fair enquanto a engenharia foi feita por JD Andrew, Mike" Angry "Eleopoulos e Pro Tools por Tal Herzberg e Young Smoke. Foi mixado por Dave Pensado no Larabee Studios em Burbank, Califórnia.
Em 19 de dezembro de 2005, as Pussycat Dolls cantaram no Radio Music Awards de 2005 uma "rendição atrevida" de "Santa Baby", onde Snoop Dogg se juntou a elas, vestido de Papai Noel. Após a apresentação, a Interscope Records pediu a Snoop Dogg para fazer parte da música adicionando dois versos. Em fevereiro de 2006, no evento Grammy Style Studio, Scherzinger anunciou que Snoop Dogg estaria presente no remix, exclamando: "É o D-O-double-G, baby!".
"Buttons" dura três minutos e cinquenta e dois segundos. Foi escrito na clave de Ré menor com uma assinatura de tempo em tempo comum, com uma batida moderado de 102 batimentos por minuto. O alcance vocal do grupo vai desde a nota baixa do Sol até a nota alta do Lá, com o Scherzinger adotando vocais ofegantes. O grupo assume uma postura submissa em relação a Snoop Dogg, que "parece ser o objeto de afeto para as meninas, que pedem para ele 'soltar os nossos botões' e não 'deixar [nós] pedindas mais'". Um escritor da revista Complex escreveu que "é uma letra na direção das performances burlescas que a PCD realmente originou". Um escritor da revista Vibe notou que a produção da canção é reminiscente de trabalhos anteriores de Timbaland.

## Recepção crítica
Nick Butler, do Sputnikmusic, em uma análise para o PCD, escreveu que "Buttons", juntamente com "Bite the Dust" e "Flirt", não "funcionam tão bem quanto os singles". No entanto, ele escreveu mais tarde que "elas são divertidas o suficiente". Spence D. da IGN escreveu que "é familiar e funky, mas não apresenta nada de novo ao reino da soul pop feminina". Sal Cinquemani, da Slant Magazine, descreveu "Buttons" e "Beep" como "material degradante", notando que "eles são um pouco mais fáceis de engolir graças, em parte, à imagem de banda desenhada do grupo." Miriam Zendle da Digital Spy descreveu a música como "horrível" como "Don't Cha" premiando com 1 a 5 estrelas.
Pelo contrário, a revista Vibe classificou-a como a 28ª melhor canção do ano, descrevendo-a como uma música que "transborda sexualidade". A Rolling Stone classificou "Buttons" no número 91 em sua lista "100 Melhores Músicas do Ano" por seus "sintetizadores compridos e coro quente" de "um tesão de grupo-feminino". Em 2008, no BMI Pop Awards, "Buttons" foi reconhecido como um dos "canções premiadas" e no 24º Prêmio ASCAP Pop Music, foi reconhecido como uma das "Canções Mais Apresentadas" de 2005-06. Por ocasião do 40º aniversário de Snoop Dogg, Erika Ramirez, da Billboard, incluiu "Buttons" no número 4 na lista do "Top 10 Billboard Hits de Snoop Dogg".

## Desempenho comercial
Nos Estados Unidos, a canção estreou na Billboard Hot 100 no número setenta e um, em 27 de maio de 2006, ganhando a maior estreia da semana. Em sua décima semana, "Buttons" entraram no top dez no número sete, e começou a constantemente subir na parada. Ele acabou atingido um pico de três em 16 de setembro de 2006. "Buttons" passou um total de 11 semanas dentro do top 10 da Hot 100 e 30 semanas na parada total. O remix de Dave Audé da faixa liderou a parada da Hot Dance Club Songs dos EUA, enquanto a versão do álbum alcançou a posição vinte, sobre o mesmo gráfico. No Pop Songs a canção alcançou a posição número um por duas semanas. De acordo com a Nielsen Soundscan, em 24 de janeiro de 2010, as Pussycat Dolls tornou-se o primeiro grupo feminino na história digital a ter três singles — juntamente com "Don't Cha" e "When I Grow Up" — ultrapassando 2 milhões downloads digitais. A canção foi certificada de platina pela Recording Industry Association of America (RIAA), pelas vendas de 1 milhão de cópias do single. Em junho de 2007, a canção recebeu um prêmio Spin da Certified BDS por receber 300.000 reproduções de rádio nos Estados Unidos.
Em sua terceira semana, a canção saltou de trinta e um lugares para o número um, sendo o quarto consecutivo número um do grupo. junto com o "Don't Cha", "Stickwitu" e "Beep", as Pussycat Dolls registraram sua décima segunda semana no topo. A canção também deslocou "Crazy" do Gnarls Barkley, do número um, que tinha passado as sete semanas anteriores no topo do gráfico. Em 13 de novembro de 2006, "Buttons" recebeu uma certificação de ouro pela Recording Industry Association of New Zealand (RIANZ), pelas vendas de 7.500 cópias. "Buttons" entreou no UK Singles Chart no número onze na semana de 25 de junho de 2006.

## Videoclipe

Captura de tela do videoclipe da música.

O videoclipe de "Buttons" foi dirigido por Francis Lawrence durante um período de três dias. Falando sobre o vídeo, Kimberly Wyatt disse: "Nós decidimos mudar de nível, era hora de mostrar o que realmente somos." Carmit Bachar adicionou "é praticamente mostrando de onde nós viemos." A coreografia foi feita pela fundadora do grupo, Robin Antin e Mikey Minden. Filmagens dos bastidores foram incluídas no álbum ao vivo Live from London (2006).

### Sinopse
O vídeo começa com Snoop Dogg fazendo seu rap enquanto a vocalista Nicole Scherzinger dança ao redor dele sedutoramente. Quando o primeiro refrão começa o grupo, vestido com roupas pretas sugestivas, caminhando em direção a um túnel onde elas mais tarde realizam um striptease. Quando o segundo coro começa, elas são vistos em uma barra horizontal. Perto do final do refrão Scherzinger se separa do grupo e se apresenta contra um pano de fundo de cortinas feitas de joias e então passa a dançar em volta de uma cadeira. Antes do refrão começar, são jogadas quatro cadeiras a mais e o grupo realiza uma coreografia de dança. Melody Thornton é separada do resto fazendo suas improvisações melismáticas no refrão. Quando o verso de Snoop Dogg começa, as Pussycat Dolls são mostradas caminhando em direção a ele. Durante o colapso, as garotas dançam enquanto a fumaça é preenchida e na metade do vídeo, o chão se incendeia e o vídeo termina com as garotas indo embora.

### Reconhecimento
Tom Breihan do The Village Voice classificou o vídeo no número 10 em seus vídeos favoritos de 2006 por sua "edição chamativa, coreografia decente, um visual distinto. Se essas são coisas fáceis de fazer, por que cada vídeo pop não é tão bom assim?". Samantha Friedman da VH1 descreveu a coreografia como "intrigante, sexy e atrevida". A revista Playboy classificou o clipe no número 37 em sua lista de "Os 40 videoclipes mais sexy de todos os tempos" em 2014. No MTV Video Music Awards de 2006, o videoclipe ganhou o prêmio de Best Dance Video e foi indicado Best Choreography in a Video. No ano seguinte, o vídeo foi indicado na categoria People's Choice: Favourite International Group no MuchMusic Video Awards de 2007 e recebeu indicação de Melhor Hook Up no MTV Australia Video Music Awards. Os coreógrafos Robin Antin e Mickey Miden foram premiados por Melhor Coreografia no 16º Prêmio Anual da Associação de Produção Musical de Vídeo.

## Performances ao vivo
Em 31 de dezembro de 2004, As Pussycat Dolls cantaram uma versão demo de "Buttons" na véspera de Ano Novo com Carson Daly Nesse momento, as Pussycat Dolls ainda estavam gravando seu álbum PCD, o grupo contou com membros da trupe que permaneceram após o processo de reformulação, como Robin Antin, Cyia Batten e Kasey Campbell. Kimberly Wyatt também é destaque como dançarina antes de se tornar uma vocalista de apoio no grupo. Em 30 de junho de 2006, as Pussycat Dolls apareceram no Good Morning America como parte de sua série de concertos de verão divulgando "Don't Cha", "Buttons" e "Stickwitu". Em 8 de setembro de 2006, elas cantaram "Buttons" no Fashion Rocks, onde foram acompanhadas pelo rapper Jibbs. No American Music Awards de 2006 elas cantaram "Buttons" usando "mini vestido brilhante de lantejoulas". Corey Moss, da MTV, escreveu que sua performance "deixou o auditório a todo vapor".
As Pussycat Dolls cantaram "Buttons" e "When I Grow Up" na abertura do MTV Asia Awards de 2004. A música também foi incluída no set list da turnê Doll Domination (2009), sendo a sexta faixa executada. Colene McKessick da Press and Journal disse que "sucessos como 'When I Grow Up', 'I Hate This Part' e 'Buttons', [colocam] a platéia em frenesi." Nicole Scherzinger cantou a faixa como parte de um medley das Pussycat Dolls, incluída durante os shows de sua primeira turnê solo em apoio ao seu álbum de estúdio, Killer Love (2011).

## Versões e Remixes oficiais
| CD single 1 (A&M Records) 1. "Buttons" [Main Mix - Final Edit] 3:52 2. "Flirt" 2:57 CD single 2 (A&M Records) 1. "Buttons" [Main Mix - Final Edit] 3:52 2. "Buttons" (Album Version) 3:46 3. "Flirt" 2:57 4. "Buttons" (Vídeo) CD single (Polydor) 1. "Buttons [Main Mix - Final Edit]" 2. "Don't Cha" (Live Version) | - "Buttons" – (Versão do Álbum) 3:46 - "Buttons" - (Main Mix/Versão do Vídeo) 3:58 - "Buttons" - (Main Mix – Versão Editada com Snoop Dogg) (versão final lançada) 3:48 - "Buttons" - (Jason Nevins Remix) (com Snoop Dogg) 4:05 - "Buttons" - (Joe Bermudez Unbuttoned Club Mix) 7:25 - "Buttons" - (Dave Audé Button Fly Club Mix) 7:40 - "Buttons" - (Dave Audé Button Fly Mixshow) 6:11 - "Buttons" - (Dave Audé Button Fly Edit) 3:52 - "Buttons" - (Ander Standing Tribal Mix) 8:30 - "Buttons" - (Ander Standing Tribal Radio Mix) 3:47 - "Buttons" - (Scott Storch Remix) 3:52 - "Buttons" - (Sexy Mama Club Mix) 9:08 - "Buttons" - (Sexy Mama Radio Edit) 3:36 - "Buttons" - (Edson Pride Club Mix) 9:18 - "Buttons" - (Enry Hard Buttons Tribal Mix) 8:59 |

## Créditos e pessoal
Créditos adaptados do encarte do PCD.
Mixagem
Mixado no Larrabee norte (North Hollywood, em Los Angeles).
Equipe
- JD Andrews – engenharia
- Charlie Bisharat – violino elétrico
- Ariel Chobaz – engenharia de mixagem
- Luis Conte – percussão
- Mike "Angry" Eleopoulos – engenharia
- Ron Fair – produção, produção vocal
- Jamal "Polow da Don" Jones – composição, produção, arranjo de faixa e programação
- Sean Garrett – composição, produção
- Tal Herzberg – co-produção, engenharia, Pro Tools
- Dave "Hard Drive" Pensado – mixagem
- Jason Perry – songwriting
- Nicole Scherzinger – composição
- Young Smoke – produção vocal

## Desempenho nas tabelas musicais
| Chart (2006)                                      | Maior posição |
| ------------------------------------------------- | ------------- |
| O campo songid é OBRIGATÓRIO PARA PARADA ALEMÃ    | 4             |
| Austrália (ARIA)                                  | 2             |
| Áustria (Ö3 Austria Top 75)                       | 1             |
| Bélgica (Ultratop 50 de Flandres)                 | 4             |
| Bélgica (Ultratop 50 da Valônia)                  | 6             |
| Dinamarca (Hitlisten)                             | 14            |
| Escócia (Scottish Singles Chart)                  | 3             |
| Eslováquia (Rádio Top 100)                        | 4             |
| Estados Unidos (Billboard Hot 100)                | 3             |
| Estados Unidos (Billboard Adult Top 40)           | 33            |
| Estados Unidos (Billboard Dance/Mix Show Airplay) | 3             |
| Estados Unidos (Billboard Dance Club Songs)       | 1             |
| Estados Unidos (Billboard Mainstream Top 40)      | 1             |
| Estados Unidos (Billboard Rhythmic)               | 4             |
| Finlândia (Suomen virallinen lista)               | 11            |
| França (SNEP)                                     | 12            |
| Hungria (Rádiós Top 40)                           | 1             |
| Hungria (Dance Top 40)                            | 4             |
| Irlanda (IRMA)                                    | 4             |
| Itália (FIMI)                                     | 18            |
| Nova Zelândia (Recorded Music NZ)                 | 1             |
| Países Baixos (Dutch Top 40)                      | 6             |
| Países Baixos (Single Top 100)                    | 7             |
| Reino Unido (UK Singles Chart)                    | 3             |
| Reino Unido (OCC UK R&B)                          | 2             |
| República Checa (Rádio Top 100)                   | 8             |
| Suíça (Schweizer Hitparade)                       | 3             |
| Suécia (Sverigetopplistan)                        | 36            |

| Chart (2006)                          | Posição |
| ------------------------------------- | ------- |
| Alemanha (Official German Charts)     | 23      |
| Austrália (ARIA)                      | 15      |
| Áustria (Ö3 Austria Top 40)           | 14      |
| Bélgica (Ultratop 50 Flanders)        | 18      |
| Bélgica (Ultratop 50 Wallonia)        | 21      |
| EUA (Billboard Hot 100)               | 15      |
| EUA (Billboard Dance Club Songs)      | 10      |
| EUA (Billboard Hot Digital Songs)     | 16      |
| EUA (Billboard Radio Songs)           | 28      |
| EUA (Billboard Rhythmic)              | 31      |
| Nova Zelândia (Recorded Music NZ)     | 8       |
| Países Baixos (Dutch Top 40)          | 29      |
| Reino Unido (Official Charts Company) | 57      |
| Suíça (Schweizer Hitparade)           | 18      |

## Vendas e certificações
| Região                                                                                             | Certificação | Vendas    |
| -------------------------------------------------------------------------------------------------- | ------------ | --------- |
| Alemanha (BVMI)                                                                                    | Ouro         | 150,000^  |
| Austrália (ARIA)                                                                                   | Platina      | 70,000^   |
| Bélgica (BEA)                                                                                      | Ouro         | 25,000*   |
| Brasil (Pro-Música Brasil)                                                                         | Ouro         | 50,000*   |
| Dinamarca (IFPI Dinamarca)                                                                         | Platina      | 15,000^   |
| Estados Unidos (RIAA)                                                                              | Platina      | 2,000,000 |
| Nova Zelândia (RMNZ)                                                                               | Platina      | 15,000*   |
| Reino Unido (BPI)                                                                                  | Prata        | 200,000   |
| *números de vendas baseados somente na certificação ^distribuições baseadas apenas na certificação |              |           |

## Histórico de lançamento
| País        | Data                | Formato                           | Gravadora       | Ref.   |
| ----------- | ------------------- | --------------------------------- | --------------- | ------ |
| EUA         | 11 de abril de 2006 | Download digital                  | Interscope      | [ 93 ] |
| Canadá      | 11 de abril de 2006 | Download digital                  | Interscope      | [ 94 ] |
| EUA         | 8 de maio de 2006   | Rádios de sucessos contemporâneos | Interscope      | [ 95 ] |
| EUA         | 8 de maio de 2006   | Rádio rítmica                     | Interscope      | [ 95 ] |
| Reino Unido | 23 de junho de 2006 | Extended play                     | Polydor         | [ 96 ] |
| Reino Unido | 26 de junho de 2006 | Download digital                  | Polydor         | [ 97 ] |
| Alemanha    | 26 de junho de 2006 | Download digital                  | Universal Music | [ 98 ] |
| Alemanha    | 7 de julho de 2006  | CD single                         | Universal Music | [ 99 ] |